# Bridgewater Associates
Bridgewater Associates es una empresa estadounidense de gestión de inversiones fundada por Ray Dalio en 1975. La empresa atiende a clientes institucionales, como fondos de pensiones, dotaciones, fundaciones, gobiernos extranjeros y bancos centrales.
Utiliza un estilo de macroinversión global basado en tendencias económicas como la inflación, los tipos de cambio y el producto interior bruto de Estados Unidos. Bridgewater Associates comenzó como un servicio de asesoramiento de inversión institucional, pasando posteriormente de manera directa a la inversión institucional y fue pionera en el enfoque de inversión de paridad de riesgo en 1996.
En 1981, la empresa trasladó su sede de Nueva York a Westport (Connecticut), y actualmente cuenta con 1500 empleados. A fecha de enero de 2021, tenía aproximadamente 150.000 millones de dólares en activos bajo gestión.